# Graphis apertella
Graphis apertella är en lavart som beskrevs av Archer. Graphis apertella ingår i släktet Graphis och familjen Graphidaceae.   Inga underarter finns listade i Catalogue of Life.